# Annika Lundgren
För konstnären Annika Lundgren, se Annika Lundgren (konstnär)
Iris Annika Lundgren är en svensk skådespelerska, född 14 mars 1947 i Brännkyrka församling, Stockholm.

## Biografi
Utbildad vid Skara skolscen och avverkade en säsong med Riksteatern som Julia i Romeo och Julia, innan hon 19 år gammal kom in på Statens Scenskola i Malmö. 1969 blev hon fast anställd vid Malmö stadsteater som hon sedan varit trogen. Hon har gjort roller av de mest skiftande slag bl.a. Sally i Barnet, Elsie i Söndagsbarn, Bertha i Fadren och Karin Månsdotter i Erik XIV. Spelade den eldfängda prickskytten Maruschka i Nils Poppes Två man om en änka på Nyan i Malmö, filmade mot Gunnar Björnstrand och Anita Björk i Tofflan och medverkade i filmen Bomsalva.

## Filmografi
- 1967 - " Tofflan" - en lycklig komedi, Bittan Alm, dottern
- 1978 - Bomsalva, Sonja Persson, Runes flickvän
- 1998 - Vasasagan, Gustav Vasas mor/Olaus Petris mor/kokerskan

## Teater

### Roller (ej komplett)
| År   | Roll | Produktion                                                                                              | Regi                  | Teater                  |
| ---- | ---- | --- | --------------------- | ----------------------- |
| 1971 |      | Musikanterna kommer till stan (Musikantene kommer til byen) Thorbjørn Egner                             | Per Siwe              | Malmö stadsteater       |
| 1972 |      | Plaza svit (Plaza Suite) Neil Simon                                                                     | Gunnar Ekström        | Malmö stadsteater       |
| 1974 |      | Jag vill träffa Mjosov (Где вы, месье Миуссов?) Valentin Katajev                                        | Andris Blekte         | Malmö stadsteater       |
| 1979 |      | Det är väl mitt liv? (Whose Life Is It Anyway?) Brian Clark                                             | Torsten Sjöholm       | Malmö stadsteater       |
| 1980 |      | Som ni behagar (As you Like it) William Shakespeare                                                     | Torsten Sjöholm       | Malmö stadsteater       |
| 1986 |      | Husets herre (Мещане, Mesjtjane) Maksim Gorkij                                                          | Barbro Larsson        | Malmö Stadsteater       |
| 1988 |      | En uppstoppad hund Staffan Göthe                                                                        | Magnus Bergquist      | Malmö Stadsteater       |
| 1990 |      | Don Juan eller Stengästen (Dom Juan ou Le Festin de pierre) Molière                                     | Eva Sköld             | Malmö stadsteater       |
| 1996 |      | Timmen när vi inte visste något om varandra (Die Stunde da wir nichts voneinander wussten) Peter Handke | Kim Brandstrup        | Malmö Dramatiska Teater |
| 2000 |      | Vår starke man - samhällets stöttepelare (Samfundets støtter) Henrik Ibsen                              | Åsa Melldahl          | Malmö Dramatiska Teater |
| 2002 |      | Antigone (Αντιγόνη) Sofokles                                                                            | Johan Bernander       | Malmö Dramatiska Teater |
| 2005 |      | Tartuffe/Bedragaren (Tartuffe, ou l'Imposteur) Molière                                                  | Ragnar Lyth           | Malmö Dramatiska Teater |
| 2011 |      | Momo och kampen om tiden (Momo) Michael Ende                                                            | Frede Gulbrandsen(da) | Malmö stadsteater       |